# Cupa Mitropa 1927
Ediția I a Cupei Mitropa a avut loc în anul 1927 și s-a disputat între 8 echipe din patru țări: Austria, Ungaria, Cehoslovacia și Iugoslavia.
Finala competiției a avut în prim plan pe AC Sparta Praga și SK Rapid Viena și s-a desfășurat în două manșe - tur și retur - la distanță de 2 săptămâni. Primul joc al finalei a fost la Praga unde echipa din localitate a dispus de austrieci cu scorul de 6-1. Deși rapidiști vienezi au jucat la Viena încurajați de 40.000 de oameni nu au reușit să răstoarne situația din tur, învingând doar cu 2-1.
Primul golgheter al competiției a fost fotbalistul ceh Josef Silny, legitimat la AC Sparta Praga

## Echipele participante pe națiuni
| Austria      | Sportklub Admira Viena Sportklub Rapid Viena                         |
| Ungaria      | Ujpest Football Club Hungária Futball Club Magyar Testgyakorlók Köre |
| Cehoslovacia | Athletic Club Sparta Sportovní klub Slavia Praha                     |
| Iugoslavia   | HNK Hajduk Split Belgrad Sport klub                                  |

La prima ediție a Cupei Mitropa au participat cele mai bune echipe din fiecare campionat, însă au fost și excepții.

Din partea Austriei a partcipat campioana SK Admira Viena și deținătoarea cupei, SK Rapid Viena. Vice-campioana Austriei în 1927 era 	Brigittenauer AC.
În Ungaria, Campionatul și Cupa fuseseră cucerite de Ferencvaros TC Budapesta, dar nu a participat. Așadar a participat vice-campioana Ujpest TE Budapesta și deținătoarea locului 3 în campionat FC MTK Hungaria Budapesta.
Cehoslovacia a fost reprezentată campioana AC Sparta Praga și de vice-campioana SK Slavia Praga.
Asemănător s-a întâmplat și în cazul Iugoslaviei, participând HNK Hajduk Split din postura de campioană și BSK Belgrad de vice-campioană.

## Faza eliminatorie

### Sferturi
Tur
| 14 august 1927 | SK Rapid Viena                                                            | 8 – 1 | Hajduk Split  | Viena |
| 14 august 1927 | Johann Hoffmann Ferdinand Wessely Karl Wondrak Johann Horvath Johann Luef |       | Mirko Bonacic | Viena |

| 14 august 1927 | AC Sparta Praga                      | 5 – 1 | SK Admira Viena | Praga |
| 14 august 1927 | Evzen Vesely Josef Horejs Jan Maloun |       | Franz Runge     | Praga |

| 14 august 1927 | AC Sparta Praga                      | 5 – 1 | SK Admira Viena | Praga |
| 14 august 1927 | Evzen Vesely Josef Horejs Jan Maloun |       | Franz Runge     | Praga |

| 14 august 1927 | BSK Belgrad                        | 2 – 4 | MTK Hungaria Budapesta                              | Praga |
| 14 august 1927 | Kuzman Soritovic Nikola Marjanovic |       | Rudolf Jeny Zoltan Opata Janos Kvasz Gyorgy Skvarek | Praga |

| 14 august 1927 | SK Slavia Praga                                                | 4 – 0 | Ujpest TE Budapesta | Praga |
| 14 august 1927 | Jindrich Soltys Josef Kratochvil Frantisek Svoboda Karel Bejbl |       |                     | Praga |

Retur
| 28 august 1927 | Hajduk Split | 0 – 1           | SK Rapid Viena | Split |
| 28 august 1927 |              | Johann Hoffmann |                | Split |

| 28 august 1927 | SK Admira Viena                                           | 5 – 3 | AC Sparta Praga          | Viena |
| 28 august 1927 | Anton Schall Ignaz Sig Format:Go Franz Runge Karl Stoiber |       | Evzen Vesely Josef Silny | Viena |

| 28 august 1927 | FC MTK Hungaria Budapesta                | 4 – 0 | BSK Belgrad | Budapesta |
| 28 august 1927 | Gyorgy Orthl Gyorgy Molnar Geza Balasits |       |             | Budapesta |

| 28 august 1927 | Ujpest TE Budapesta | 2 – 2 | SK Slavia Praga | Budapesta |
| 28 august 1927 | Jozsef Fogl III     |       | Antonin Puc     | Budapesta |

### Semifinale
Tur
| 1927 | FC MTK Hungaria Budapesta | 2 – 2 | AC Sparta Praga | Budapesta |
| 1927 | Zoltan Opata Rudolf Jeny  |       | Adolf Patek     | Budapesta |

| 1927 | SK Slavia Praga              | 2 – 2 | SK Rapid Viena             | Praga |
| 1927 | Josef Kratochvil Antonin Puc |       | Johann Horvath Johann Luef | Praga |

Retur
| 1927 | AC Sparta Praga | 0 – 0 | FC MTK Hungaria Budapesta | Praga |
| 1927 |                 |       |                           | Praga |

| 1927 | SK Rapid Viena                | 2 – 1 | SK Slavia Praga | Viena |
| 1927 | Karl Wondrak Ferdinand Wesely |       | Antonin Puc     | Viena |

### Finala
| 30 octombrie 1927 15:30 | AC Sparta Praga                                                            | 6 – 2 | SK Rapid Viena        | Stadionul Letna, Praga Spectatori: 25.000 Arbitru: Raphael Van Praag |
| 30 octombrie 1927 15:30 | Karel Pešek-Káďa 1' Josef Sima 14' Josef Silny 33' 76' Adolf Patek 62' 78' |       | Franz Weselik 15' 34' | Stadionul Letna, Praga Spectatori: 25.000 Arbitru: Raphael Van Praag |

| 13 noiembrie 1927 15:30 | SK Rapid Viena                   | 2 – 1 | AC Sparta Praga | Stadionul Hohe Warte, Praga Spectatori: 40.000 Arbitru: Willem Eymers |
| 13 noiembrie 1927 15:30 | Franz Weselik 5' Johann Luef 55' |       | Josef Silny 82' | Stadionul Hohe Warte, Praga Spectatori: 40.000 Arbitru: Willem Eymers |

#### Loturile echipelor finaliste
- AC Sparta Praga
  - František Hochman
  - Jaroslav Burgr, Antonín Perner
  - František Kolenaty, Ferdinand Hajny, Karel Pešek (C)
  - Adolf Patek, Josef Šíma, Josef Myclík, Josef Silný, Josef Horejs
  - Antrenor:  John Dick

- SK Rapid Viena
  - Walter Feigl
  - Otto Jellinek, Leopold Czejka, Karl Wondrak, Richard Kuthan (au evoluat doar în manșa tur)
  - Josef Madlmayer, Josef Smistik, Leopold Nitsch (C)
  - Franz Weselik, Richard Kuthan, Johann Horvath, Ferdinand Wesely
  - Johann Luef, Karl Bauer, Johann Richter, Roman Schramseis (au evoluat doar în manșa retur)
  - Antrenor:  Edi Bauer

## Golgheterii Ediției I, Cupa Mitropa 1927
| Locul | Golgeter        | Club            | Goluri |
| ----- | --------------- | --------------- | ------ |
| 1     | Josef Silný     | AC Sparta Praga | 5      |
| 2     | Johann Hoffmann | SK Rapid Viena  | 4      |
| 2     | Antonín Puč     | SK Slavia Praga | 4      |
| 2     | Evžen Veselý    | AC Sparta Praga | 4      |
| 2     | Ferdinad Weselý | SK Rapid Viena  | 4      |
| 6     | Johann Luef     | SK Rapid Viena  | 3      |
| 6     | Adolf Patek     | AC Sparta Praga | 3      |